# Sydney Valpy Radley-Walters
Pour les articles homonymes, voir Walters.
Sydney « Rad » Valpy Radley-Walters, né le 11 janvier 1920 à Gaspé au Québec et mort le 21 avril 2015 à Kingston en Ontario, est un tankiste canadien.

## Biographie
Pour la bataille de Normandie, il débarque le jour J au sein du Sherbrooke Fusiliers Regiment dans un char M4 Sherman surnommé « Caribou » et équipé d'un canon de 75 mm. Le 7 juin 1944, à proximité de Saint-Germain-la-Blanche-Herbe, il détruit son premier char ennemi, un Panzer IV de la 12e Panzerdivision SS Hitlerjugend. À la fin de la guerre, il est le tankiste allié sur le front de l'Ouest avec le plus de destruction de chars ennemis à son actif, avec un total de 18 chars détruits.
Après la guerre, Radley-Walters fit partie de missions de protection de la paix à Chypre et en Égypte. 
De 1957 à 1971, il fut assigné à différents postes tels le Grand Quartier général des puissances alliées en Europe (1961-1962), la base des Forces canadiennes Borden (1962-1966), la garnison Petawawa (1968-1971) et enfin la base des Forces canadiennes Gagetown (1971-1974).
Radley-Walters reçut la médaille de l'ordre du service distingué, l'Ordre du mérite militaire et la croix militaire.

## Postérité
Dans le jeu vidéo World of Tanks, la médaille de Radley-Walters est attribuée à un joueur ayant détruit 8 ou 9 véhicules ennemis, soit plus de la moitié des véhicules ennemis en bataille.